# Macrohon, Nam Leyte
Macrohon là một đô thị hạng 4 ở tỉnh Nam Leyte, Philippines. Theo điều tra dân số năm 2000, đô thị này có dân số 23.102 người trong 4.684 hộ.

## Các đơn vị hành chính
Macrohon được chia thành 30 barangay.
| - Aguinaldo - Amparo - Buscayan - Cambaro - Canlusay - Flordeliz - Ichon - Ilihan - Laray - Lower Villa Jacinta - Mabini - Mohon - Molopolo - Rizal - Salvador | - San Isidro - San Joaquin - San Roque - Sindangan - Upper Villa Jacinta - Asuncion - Bagong Silang - Danao - Guadalupe - San Vicente Poblacion - Santo Niño - San Vicente (Upper San Roque) - Santa Cruz (Pob.) - Santo Rosario (Pob.) - Upper Ichon |